# Тиховець (річка)
Тиховець — річка  в Україні, у Тячівському районі Закарпатської області, ліва притока Тересви (басейн Дунаю).

## Опис
Довжина річки приблизно 7 км. Формується з багатьох безіменних струмків.

## Розташування
Бере  початок на північно-східних схилах гірської вершини Красний Грунь. Спочатку тече на північ, а потім на захід і у селі Красна впадає  річку Тересву, праву притоку Тиси.